# Bror Marcusson
Bror Allan Marcusson, född 26 juni 1920 i Rudskoga, död 12 november 2017 i Kristinehamn, var en svensk travkusk, hästavlare, företagsledare och uppfinnare.

## Biografi
Marcusson var son till hemmansägaren Marcus Andersson (1889–1947) och Lydia Andersson (1889–1988), född Karlsson. Han bedrev omfattande hästavel tillsammans med sin bror Gunnar Marcusson i Kristinehamn, och var tillsammans med honom bland de första amatörerna med varmblodiga travare.
Under 1960-talet startade han företaget Marcustrac AB, vilket sålde och tillverkade den så kallade Marcustrucken.
Bror Marcusson är begravd på Gamla kyrkogården i Kristinehamn.